# Gran-Fondo-Weltmeisterschaften 2023
Die Gran-Fondo-Weltmeisterschaften 2023 fanden am 4. und 7. August in Perth und Dundee im Rahmen der Radsport-Weltmeisterschaften 2023 statt. Gran Fondo ist die vom Radsport-Weltverband UCI gewählte Bezeichnung des Straßenradsports bei Jedermannrennen. Die Fahrer wurden nicht von ihren nationalen Verbänden nominiert, sondern mussten sich persönlich über die Rennen der so genannten UCI Gran Fondo World Series qualifizieren. Sie durften zudem keinem UCI-registrierten Team angehören und im selben Jahr keine Punkte in UCI-Weltranglisten gesammelt haben. Außerdem durften sie im selben Jahr nicht an kontinentalen Meisterschaften oder einer Reihe anderer hochrangiger Wettkämpfe teilgenommen haben. Auch eine gleichzeitige Teilnahme bei den als Elite-Wettkampf konzipierten Straßenradsport-Weltmeisterschaften 2023 war ausgeschlossen. Unter den Teilnehmern waren ehemalige professionelle Fahrer, aber auch zahlreiche ambitionierte Amateure vertreten.
Das Wettkampfprogramm bestand aus Straßenrennen und Einzelzeitfahren, jeweils in den Altersgruppen 19–34, 35–39, 40–44 usf. in Fünf-Jahres-Schritten, getrennt nach Männern (M) und Frauen (W). Die Gewinner jeder Altersklasse wurden mit dem Regenbogentrikot in der Version für Masters ausgezeichnet. Obwohl die Gran-Fondo-Wettbewerbe auf einem niedrigeren Niveau stehen als die Elite-Wettbewerbe, werden sie vom Veranstalter der Radsport-WM gleichberechtigt in den Medaillenspiegel einbezogen.

## Straßenrennen
Die Straßenrennen am 4. August begannen im Zentrum von Perth und endeten nach einem Rundkurs etwas außerhalb der Stadt vor dem Scone Palace. Männer unter 60 und Frauen unter 50 absolvierten die Gran Fondo genannte Strecke mit einer Länge von 160,3 km, die im Uhrzeigersinn über Aberfeldy und Pitlochry führte. Männer ab 60 und Frauen ab 50 gingen auf eine kürzere, Medio Fondo genannte Strecke von 85,7 km Länge. Das Stundenmittel des Siegers in der Kategorie M19–34 betrug 41,238 km/h (zum Vergleich: 44,267 km/h im Elite-Straßenrennen, letzteres freilich auf einer längeren und schwierigeren Strecke). In der höchsten Altersgruppe M80–84 betrug der Schnitt noch 31,547 km/h.
| Klasse | Teilnehmer | Strecke     | Gold                | Silber              | Bronze            |
| ------ | ---------- | ----------- | ------------------- | ------------------- | ----------------- |
| M19–34 | 278        | Gran Fondo  | Lars Van Coppenolle | Matteo Cigala       | Matthias Studer   |
| M35–39 | 154        | Gran Fondo  | Wojciech Szczepanik | Fabio Porco         | Stefan Kirchmair  |
| M40–44 | 178        | Gran Fondo  | Johnny Hoogerland   | Jeppe Tolbøll       | Carlo Porco       |
| M45–49 | 180        | Gran Fondo  | Jone Ellingsen      | Carlos Brito        | Peter Verstraete  |
| M50–54 | 217        | Gran Fondo  | Alexander Winokurow | Raúl Patiño         | Adrian Jach       |
| M55–59 | 172        | Gran Fondo  | Michael Schaefer    | Lieven Van de Perre | Pascal Hervé      |
| M60–64 | 137        | Medio Fondo | Jørn Fjeldavlie     | Rob Pears           | Mike Twelves      |
| M65–69 | 82         | Medio Fondo | Sylvan Adams        | Arnaldo Salazar     | Ron Paffen        |
| M70–74 | 45         | Medio Fondo | Liberto Correas     | Bernard Siguenza    | Luciano Mitxelena |
| M74–79 | 17         | Medio Fondo | André Petitpas      | John Horsburgh      | Rob Stones        |
| M80–84 | 4          | Medio Fondo | James MacDonald     | John Jones          | Robert McGowan    |
| W19–34 | 56         | Gran Fondo  | Emily Proud         | Marine Lenehan      | Michelle Gagnon   |
| W35–39 | 51         | Gran Fondo  | Wies de Jong        | Kim Knaeps          | Petra Pasar       |
| W40–44 | 43         | Gran Fondo  | Mary Wilkinson      | Claudia Sutter      | Lina Cepak        |
| W45–49 | 40         | Gran Fondo  | Ils Van der Moeren  | Esta Bovill         | Helen Jackson     |
| W50–54 | 47         | Medio Fondo | Amy Phillips        | Jutta Stienen       | Michela Gorini    |
| W55–59 | 44         | Medio Fondo | Annick Van Leuven   | Ina Pfuhler         | Julie Rea         |
| W60–64 | 24         | Medio Fondo | Suzie Godart        | Lillian Pfluke      | Marianne Hald     |
| W65–69 | 15         | Medio Fondo | Linda Dewhurst      | Jeannie Longo       | Kathryn Churchill |
| W70–74 | 4          | Medio Fondo | Vanessa Cooney      | Gisèle Thureau      | Mary Cullen       |

## Einzelzeitfahren
Der Parcours der Zeitfahr-Wettbewerbe am 7. August war für alle Kategorien einheitlich 22,8 km lang. Start und Ziel befanden sich am östlichen Stadtrand von Dundee, die Strecke bestand aus einem Abschnitt der A92, der hin und zurück gefahren wurde. Bei den Männern war die Zeitspanne des Stundenmittels zwischen 50,468 km/h (M19–34) und 29,299 km/h (M85–89), bei den Frauen zwischen 42,902 km/h (W19–34) und 28,556 km/h (W80–84). Die Kategorie W75–79 entfiel mangels Teilnehmerinnen.
| Klasse | Teilnehmer | Gold                 | Silber                      | Bronze              |
| ------ | ---------- | -------------------- | --------------------------- | ------------------- |
| M19–34 | 43         | Guillaume Seye       | Espen Helgesen              | Will Lowden         |
| M35–39 | 37         | Michele Paonne       | Wojciech Szczepanik         | Jonny Allen         |
| M40–44 | 34         | Simon Wilson         | Paul Kennedy                | Jeppe Tolbøll       |
| M45–49 | 36         | Andy Critchlow       | Jone Ellingsen              | Matthew Smith       |
| M50–54 | 51         | Girts Vēvers         | Raúl Patiño                 | Richard Brook       |
| M55–59 | 35         | Richard Oakes        | Michael Schaefer            | Robert Nunes        |
| M60–64 | 36         | Kevin Tye            | Brendan Sullivan            | Mike Twelves        |
| M65–69 | 36         | Sylvan Adams         | Javier Benet Fabregas       | Gary Painter        |
| M70–74 | 24         | Paul Mowery          | Gilles Pellet               | Johann Taucher      |
| M75–79 | 9          | André Petitpas       | Ed Chamberlin               | John Horsburgh      |
| M80–84 | 3          | Marcel Ève           | Robert McGowan              | Herbert Lackner     |
| M85–89 | 1          | Brian Lewis          |                             |                     |
| W19–34 | 19         | Jessica Rhodes-Jones | Lisanne Heemskerk-Immerzeel | Laura Šimenc        |
| W35–39 | 18         | Kimberley Miller     | Laura Tibitanzl             | Jenny Asplund       |
| W40–44 | 16         | Anna Rzasowska       | Jennifer George             | Rebecca Seal        |
| W45–49 | 17         | Sonja Moi            | Jeannie Blakemore           | Naomi de Pennington |
| W50–54 | 17         | Adelheid Schütz      | Molly Shaffer Van Houweling | Marijke De Smedt    |
| W55–59 | 16         | Angela Carpenter     | Elin Grønvik                | Ivana Cicchelli     |
| W60–64 | 11         | Sarah Matthews       | Ruth Clemence               | Andrea Nightingale  |
| W65–69 | 12         | Jeannie Longo        | Linda Dewhurst              | Diane Schleicher    |
| W70–74 | 3          | Mary Cullen          | Vannesa Cooney              | Gisèle Thureau      |
| W80–85 | 1          | Sarah Powers         |                             |                     |

## Medaillenspiegel
| Platz  | Land               | Gold | Silber | Bronze | Gesamt |
| ------ | ------------------ | ---- | ------ | ------ | ------ |
| 1      | Großbritannien     | 11   | 5      | 13     | 29     |
| 2      | Vereinigte Staaten | 5    | 6      | 2      | 13     |
| 3      | Frankreich         | 5    | 4      | 1      | 10     |
| 4      | Belgien            | 4    | 3      | 3      | 10     |
| 5      | Deutschland        | 3    | 3      | 0      | 6      |
| 5      | Norwegen           | 3    | 3      | 0      | 6      |
| 7      | Niederlande        | 2    | 1      | 1      | 4      |
| 7      | Polen              | 2    | 1      | 1      | 4      |
| 9      | Israel             | 2    | 0      | 0      | 2      |
| 10     | Neuseeland         | 1    | 1      | 1      | 3      |
| 11     | Kasachstan         | 1    | 0      | 0      | 1      |
| 11     | Lettland           | 1    | 0      | 0      | 1      |
| 11     | Liechtenstein      | 1    | 0      | 0      | 1      |
| 11     | Luxemburg          | 1    | 0      | 0      | 1      |
| 15     | Spanien            | 0    | 3      | 1      | 4      |
| 16     | Irland             | 0    | 2      | 1      | 3      |
| 16     | Schweiz            | 0    | 2      | 1      | 3      |
| 18     | Australien         | 0    | 1      | 2      | 3      |
| 18     | Dänemark           | 0    | 1      | 2      | 3      |
| 18     | Kanada             | 0    | 1      | 2      | 3      |
| 21     | Italien            | 0    | 1      | 1      | 2      |
| 22     | Portugal           | 0    | 1      | 0      | 1      |
| 22     | Venezuela          | 0    | 1      | 0      | 1      |
| 24     | Österreich         | 0    | 0      | 3      | 3      |
| 24     | Slowenien          | 0    | 0      | 3      | 3      |
| 26     | Costa Rica         | 0    | 0      | 1      | 1      |
| 26     | Schweden           | 0    | 0      | 1      | 1      |
| Gesamt | Gesamt             | 42   | 40     | 40     | 122    |